# Geffrye Museum
Geffrye Museum se nachází na Kingsland Road v Londýnském obvodu Hackney. Je pojmenováno po siru Robertu Geffrym, což byl bývalý Lord Mayor of London.
Je věnováno britskému nábytku, textiliím, obrazům a dekorativnímu umění. Zachycuje změny stylu anglického domácího interiéru v sérii pokojů z jednotlivých období od roku 1600 až do současnosti. Důraz je kladen spíše na styl střední společenské třídy než na vybavení královských a šlechtických sídel, kterým se věnují jiná muzea.
Dům byl postaven na požadavek Roberta Geffrye roku 1714. Modernizace a dostavba budovy z roku 1998 obsahuje i restauraci.

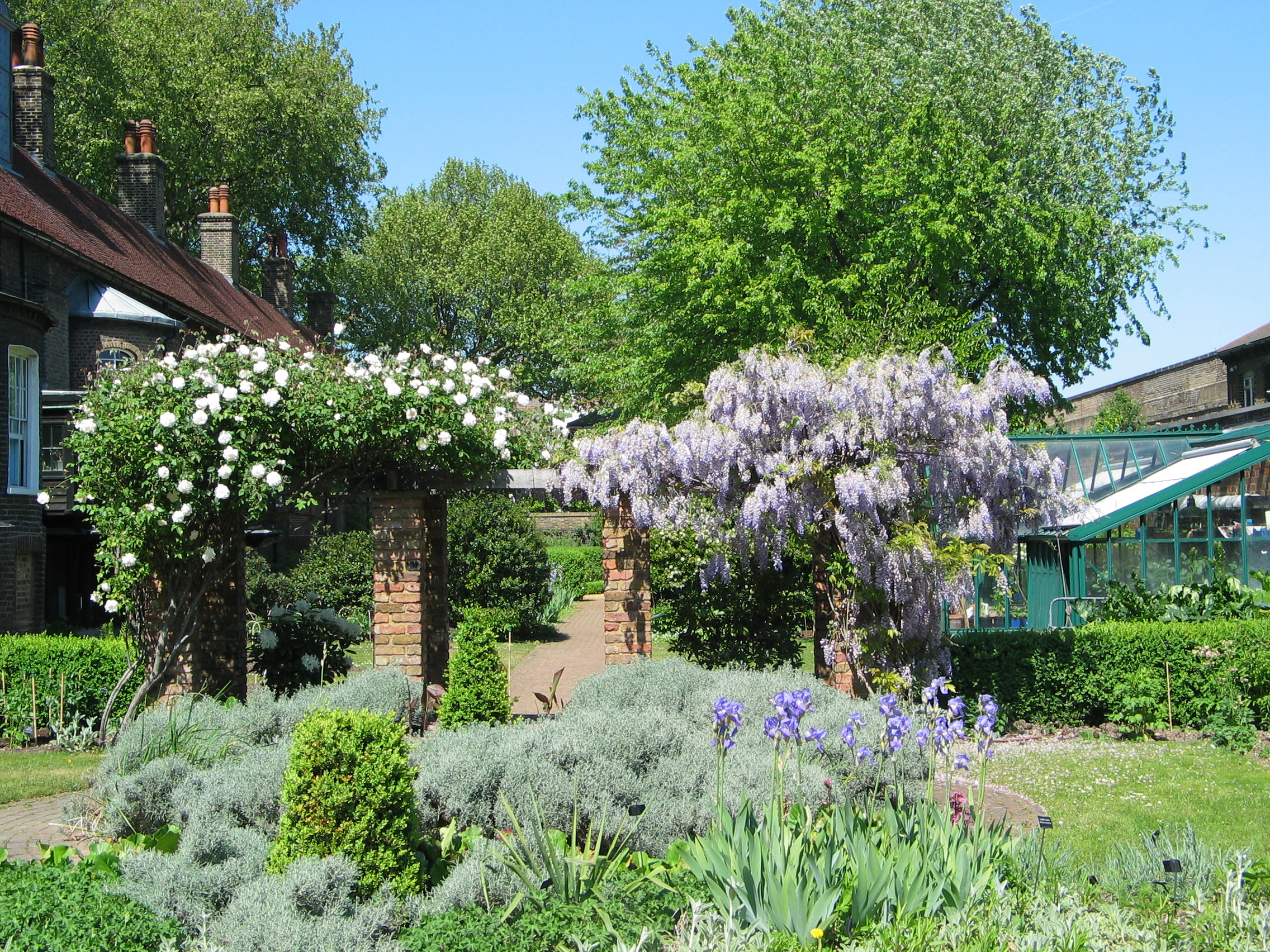

## Zahrada
Součástí muzea je i expozice v exteriéru. Zahrada je upravena jako uzavřený prostor nabízející pohled do zahradních úprav ve čtyřech různých historických dobách.